# Estación de Pesquera
Pesquera es una estación ferroviaria situada en el municipio español de Pesquera, en la comunidad autónoma de Cantabria. Forma parte de la línea C-1 de Cercanías Cantabria operada por Renfe.

## Situación ferroviaria
La estación se encuentra en el punto kilométrico 439,953 de la línea férrea de ancho ibérico Palencia-Santander a 608,2 metros de altitud. Históricamente dicho kilometraje se corresponde con el trazado Madrid-Santander por Palencia y Alar del Rey.

## Historia
La estación fue abierta al tráfico el 8 de julio de 1866 con la apertura del tramo Santiurde-Barcena de la línea que pretendía unir Alar del Rey con Santander. Su construcción fue obra de la Compañía del Ferrocarril de Isabel II que en 1871 pasó a llamarse Nueva Compañía del Ferrocarril de Alar a Santander ya que el acceso al trono de Amadeo de Saboya hacía poco recomendable el anterior nombre. Mientras se producía la construcción de la línea, Norte por su parte había logrado alcanzar Alar por el sur uniéndola así a su red que incluía conexiones con Madrid y que se dirigía a buen ritmo a la frontera francesa. En dicho contexto la línea a Santander era más que apetecible para la compañía que finalmente se hizo con ella en 1874. Norte mantuvo la titularidad de la estación hasta que en 1941 se decretó la nacionalización del ferrocarril en España y la misma fue integrada en la recién creada RENFE.
Desde el 31 de diciembre de 2004 Renfe Operadora explota la línea mientras que Adif es la titular de las instalaciones ferroviarias.

## La estación
Cuenta con dos andenes de disposición lateral a las vías 1 y 2, respectivamente. El andén de la vía 1 disponía de un refugio original de la línea que sufrió un incendio en 2012, por lo que ha sido demolido y sustituido por una pequeña marquesina. También existían una tercera vía y un almacén, en la actualidad desaparecidos.

## Servicios ferroviarios

### Cercanías
Forma parte de la línea C-1 de la red de Cercanías Cantabria. Siete trenes en ambos destinos unen Pesquera con Santander. En el mejor de los casos el trayecto se cubre en algo menos de hora y veinte minutos.
| procedencia/destino | < estación | Línea | estación >         | destino/procedencia |
| ------------------- | ---------- | ----- | ------------------ | ------------------- |
| Santander           | Pujayo     |       | Lantueno-Santiurde | Reinosa             |